# Зозуля червоновола
Зозу́ля червоновола (Cuculus solitarius) — вид птахів з родини зозулевих (Cuculidae).

## Поширення
Мешкає по всій Африці на південь від Сахари. Він відсутній лише в посушливих регіонах південно-західної Африки та Африканського Рогу. У Східній Африці міграційні рухи зозулі визначаються сезоном дощів. В Ефіопії зозулю червоноволу можна зустріти цілий рік, але збільшення чисельності популяції на початку травня свідчить про перелітних птахів цього виду. Це також постійний птах у регіонах тропічних лісів Західної Африки. У північних саванах птаха можна зустріти з кінця сухого сезону до кінця сезону дощів. 
У Східній Африці зозуля червоновола лише сезонний птах. Вона залишається на узбережжі Танзанії та Кенії з жовтня по квітень, тоді як у внутрішніх районах і на південному сході Танзанії він залишається з жовтня по березень. Однак на півдні Уганди він присутній з листопада по березень.

## Опис
Довжина птаха становить від 28 до 30 см, з них на хвіст припадає 15 см. Самці важать від 68 до 90 грамів, самиці важать від 67 до 74 грамів. Оперення верхньої частини темно-сіре, нижньої біле з чорними смугами, за винятком передньої частини шиї та верхньої частини грудей, які червонуваті . Має жовті периокулярні кільця.

## Спосіб життя
Птах живе у вологій савані з численними деревами, в галерейних лісах, у лісах і заростях уздовж річок. Він також населяє вічнозелені тропічні ліси, напівпосушливі акацієві ліси, а також трапляється в садах. Уникає дуже сухих ділянок. Для районів проживання характерна річна кількість опадів понад 500 мм.
Як і багато інших видів зозуль, зозуля червоновола воліє поїдати дуже волохатих гусениць. Вона також їсть жуків, літаючих мурашок, коників, павуків, багатоніжок, вуховерток, равликів, дрібних жаб, ящірок, а також ягоди.
Зозуля червоновола є гніздовим паразитом, що підкидає свої яйця у гнізда інших видів птахів. Вона паразитує у гніздах дрозда сіроволого, камінчака рудочеревого, горобця чорноголового, плиски ефіопської та плиски капської.